# Kaseifu no Mita
Kaseifu no Mita (家政婦のミタ) (littéralement "l'employée de maison Mita") est une série télévisée japonaise en onze épisodes de 54 minutes diffusé du 12 octobre au 21 décembre 2011 sur la chaîne NTV.
Malgré le succès de cette série, tant critique (récompensée "meilleur drama" au 71eme Television Drama Academy Awards) que d'audience (meilleure audience 2011 et même du XXIe siècle, l'auteur a indiqué ne pas prévoir de suite, et elle est inédite dans tous les pays francophones.

## Synopsis
Un veuf fait appel à une agence pour lui fournir une aide à domicile pour s'occuper de sa maisonnée et ses quatre enfants de 5 à 16 ans, à la suite de la mort récente de sa femme. La famille est dévastée et déchirée à la suite de cet événement. La mystérieuse personne envoyée, Mita, est prête à faire tout ce qu'on lui demande (même un acte criminel), excepter sourire ou parler d'elle-même et de son passé. Elle le fait de façon mécanique, impersonnelle et un résultat impeccable. Petit à petit les actions de Mita permettront à la famille de surmonter ses difficultés, et elle pourra partir en souriant.

## Distribution
- Nanako Matsushima : Akari Mita
- Yumi Shirakawa (en) : Akemi Harumi
- Hiroki Hasegawa : Keiichi Asuda
- Shiori Kutsuna : Yui Asuda
- Taishi Nakagawa : Kakeru Asuda
- Shūto Ayabe (ja) : Kaito Asuda
- Miyu Honda (en) : Kii Asuda
- Saki Aibu : Urara Yuuki
- Sei Hiraizumi (en) : Yoshiyuki Yuuki
- Yuu Kamio (ja) : Naoya Mita
- Kanata Fujimoto (ja) : Jun Mita
- Miyoko Akaza (en)
- Kei Sunaga (ja)
- Hitomi Satō (en) : Mariko Minagawa
- Ryuga Nakanishi (ja) : Tsubasa Minakawa
- Masanori Ikeda (en) : Isao Minakawa

### Autres acteurs
- Maho Nonami (en) : Mie Kazama
- Syuusuke Saito (en) : Takuya Ozawa

## Diffusion internationale
| Pays      | Chaîne                  | Titre        | Début           |
| --------- | ----------------------- | ------------ | --------------- |
| Japon     | NTV                     | 家政婦のミタ | 12 octobre 2011 |
| Taïwan    | Videoland Japan Channel | 家政婦三田   |                 |
| Hong Kong | TVB                     | 家政婦三田   |                 |

## Autres versions
- The Suspicious Housekeeper (SBS, 2013)

### Sources
- (en) Cet article est partiellement ou en totalité issu de l’article de Wikipédia en anglais intitulé « Kaseifu no Mita » (voir la liste des auteurs).